# باکای (ایندیانا)
باکای (به انگلیسی: Buckeye) یک منطقهٔ مسکونی در ایالات متحده آمریکا است که در شهرستان هانتینگتن، ایندیانا واقع شده‌است. باکای ۲۶۲٫۱۳ متر بالاتر از سطح دریا واقع شده‌است.